# Hypomicrogaster acontes
Hypomicrogaster acontes är en stekelart som beskrevs av Nixon 1965. Hypomicrogaster acontes ingår i släktet Hypomicrogaster och familjen bracksteklar. Inga underarter finns listade i Catalogue of Life.